# Grand Army (serie de televisión)
Grand Army es una serie de televisión web estadounidense de drama adolescente distribuida por Netflix. Creada por Katie Cappiello y basada en su obra de teatro Slut: The Play, fue estrenada el 16 de octubre de 2020. Fue cancelada tras una primera temporada.

## Premisa
La serie sigue las vidas de Joey Del Marco, Dom Pierre, Sid Pakam, Jayson Jackson y Leila Kwan Zimmer en la Grand Army High School ubicada en Brooklyn, Nueva York , y su lucha contra diversos desafíos que incluyen la cultura de la violación, el racismo, la identidad sexual, la intimidación, la violencia y el terrorismo.

## Reparto

### Principal
- Odessa A'zion como Joey Del Marco, una estudiante del Stuyvesant Town que también está en el equipo de baile de la escuela.
- Odley Jean como Dominique "Dom" Pierre, una estudiante haitiano-estadounidense del East New York que está en el equipo de baloncesto femenino de la escuela.
- Amir Bageria como Siddhartha "Sid" Pakam, un estudiante indio-americano gay de Jackson Heights que está en el equipo de natación de la escuela.
- Maliq Johnson como Jayson Jackson, un estudiante  afroamericano de segundo año de secundaria de Harlem del Este.
- Amalia Yoo como Leila Kwan Zimmer, una estudiante  sinoestadounidense de primer año del Upper West Side que fue adoptada por una pareja judía cuando era una bebé.
- Alphonso Romero Jones, II como John Ellis, el interés amoroso de Dom
- Thelonius Serrell-Freed como Tim Delaney, uno de los amigos de Joey
- Anthony Ippolito como George Wright, uno de los amigos de Joey que está en el equipo de natación de Grand Army High School.
- Brian Altemus como Luke Friedman, uno de los amigos de Joey que está en el equipo de natación.

### Recurrente
- Sydney Meyer como Anna Delaney, la mejor amiga de Joey y hermana menor de Tim
- Keara Graves como Grace, una amiga de Joey que está en el equipo de baile de la escuela con ella.
- Jaden Jordan como Owen Williams
- Brittany Adebumola como Tamika Jones, la mejor amiga de Dom que está en el equipo de baloncesto femenino con ella.
- Naiya Ortiz como Sonia Cruz, una compañera de baloncesto y amiga de Dom.
- Crystal Nelson como Tor Sampson, una amiga de Dom que también está en el equipo de baloncesto.
- Ashley Ganger como Meera Pakam, la hermana menor de Sid
- Marcela Avelina como Flora Mejia, la novia de Sid
- Lola Blackman como Rachel Finer, la mejor amiga de Leila
- Lindsay Wu como Wendi, una compañera de clase de Leila
- Tiffany Tong como Mei, una compañera de clase de Leila
- Jennifer Tong como Su, otra compañera de clase de Leila
- David Iacono como Bo Orlov, un compañero de equipo rival de Sid
- Micah Solis como Nick Rodriguez
- Diego Martinez-Tau como Chris Yoon
- Cole Bullock como Dante Pierre, el sobrino mayor de Dom
- Mercedes Slater como Odette Pierre, la sobrina mayor de Dom
- Osias Reid como Tristian Pierre, el sobrino menor de Dom
- Rachel Boyd como Natalie
- Kelsey Falconer como Christina
- Alex Castillo como Ms. Lisa Gonzalez
- Jason Weinberg como Principal Michael Metta, director de Grand Army High School
- Katie Griffin como Rebecca Connely, la madre de Joey
- August Blanco Rosenstein como Victor Borin, un estudiante que ayuda a Sid con su ensayo universitario
- Magaly Colimon como Antoinette Pierre, la madre de Dom
- Rod Wilson como Matt Del Marco, el padre de Joey
- Ava Preston como Nina Del Marco, una hermana de Joey
- Deanna Interbartolo como Frankie Del Marco, la hermana menor de Joey
- Michael Brown como Shawn Jackson, el padre de Jayson
- Raven Dauda como Nicole Jackson, la madre de Jayson
- Geoffrey Pounsett como el Sr. Knight, el profesor de música de Jayson en Grand Army High School
- Lynn Weintraub como la Rabina Sadie Schultz
- Zac Kara como Omar Biller,un miembro del club de teatro y director asistente de la obra de Meera
- Sagine Sémajuste como Sabine Pierre, la hermana mayor de Dom.

## Episodios
| N.º | Título               | Dirigido por   | Escrito por                                                           | Fecha de lanzamiento original |
| --- | -------------------- | -------------- | --------------------------------------------------------------------- | ----------------------------- |
| 1   | «Brooklyn, 2020»     | So Yong Kim    | Katie Cappiello                                                       | 16 de octubre de 2020         |
| 2   | «See Me»             | So Yong Kim    | Katie Cappiello                                                       | 16 de octubre de 2020         |
| 3   | «Relationship Goals» | Darnell Martin | Katie Cappiello                                                       | 16 de octubre de 2020         |
| 4   | «Safety On»          | Darnell Martin | Katie Cappiello                                                       | 16 de octubre de 2020         |
| 5   | «Valentine's Day»    | Tina Mabry     | Hilary Bettis & Katie Cappiello                                       | 16 de octubre de 2020         |
| 6   | «Superman This S**t» | Tina Mabry     | Randy McKinnon & Katie Cappiello                                      | 16 de octubre de 2020         |
| 7   | «Making Moves»       | Silas Howard   | Andy Parker                                                           | 16 de octubre de 2020         |
| 8   | «Spirit Day»         | Silas Howard   | Ming Peiffer and Lewaa Nasserdeen, Katie Cappiello & Alessandra Clark | 16 de octubre de 2020         |
| 9   | «Freedom»            | Clement Virgo  | Katie Cappiello                                                       | 16 de octubre de 2020         |

## Producción

### Desarrollo
En octubre de 2019 se anunció que Netflix había ordenado la realización de una serie de 10 episodios basada de la obra de teatro de Katie Cappiello. Las historias se basan en historias de la vida real de los alumnos de la creadora.

### Controversia
El día del lanzamiento del teaser, la escritora Ming Peiffer publicó en Twitter que ella y otros dos escritores de color habían abandonado el proyecto. Realizó acusaciones racistas de explotación y abuso contra uno de los creadores.

### Rodaje
La fotografía principal se llevó a cabo entre mayo y septiembre de 2019. La mayoría de las escenas en interiores fueron rodadas en Toronto, y las de exteriores en la ciudad de Nueva York.

## Lanzamiento
El teaser, así como las imágenes del primer vistazo de la serie fue lanzado en septiembre de 2020, seguido de un avance completo en octubre. Fahamu Pecou pintó las ilustraciones promocionales.
La serie se estrenó el 16 de octubre de 2020 con 9 episodios en lugar de la cantidad original de 10 episodios.

## Recepción
El portal Rotten Tomatoes le otorga a la serie una calificación del 71% con base en 14 revisiones, con una calificación promedio de 7.34/10. El consenso de los críticos del sitio web dice: "Grand Army es un excelente escaparate para su emocionante elenco de recién llegados, incluso si su intento de un enfoque honesto de la adolescencia es demasiado exagerado para tener un impacto". Metacritic le dio a la serie un puntaje promedio ponderado de 68 sobre 100 basado en 12 reseñas, lo que indica "reseñas generalmente favorables".
Kristen Baldwin de Entertainment Weekly describió  a la serie como "ambiciosa, a menudo hasta el final. Aún así, hay destellos de belleza, permítanme decirlo de nuevo, Odley Jean es una revelación, en medio de la áspera repetición adolescente". Por su parte, Alan Sepinwall de Rolling Stone, dijo: "En sus mejores momentos, Grand Army entra en un aire raro para los programas sobre escuela secundaria, elevándose sorprendentemente cerca del abanderado del género, My So-Called Life".